# Station South Kenton
South Kenton is een station van zowel de London Overground aan de Watford DC Line als van de metro van Londen aan de Bakerloo line. Het spoorwegstation dat in 1933 is geopend ligt in Kenton.

## Geschiedenis
In 1910 begon de London and North Western Railway (LNWR) met de aanleg van een elektrische voorstadslijn, de New Line, tussen Camden en Watford Junction. Deze nieuwe lijn ligt goeddeels parallel aan de hoofdlijn van de London and Birmingham Railway, onderdeel van de West Coast Main Line (WCML), uit 1837 en maakte het mogelijk om voorstadsdiensten tussen Watford Junction en de stations Euston en Broad Street in het centrum van Londen te onderhouden onafhankelijk van het overige treinverkeer. In verband met het gebruik van gelijkstroom, DC in het Engels, werd de nieuwe lijn Watford DC Line genoemd. Deze lijn werd op 15 juni 1912 geopend zonder een station bij South Kenton. In 1917 werd de Baker Street and Waterloo Railway bij Queens Park verbonden met de Watford DC Line en de metro kan sindsdien doorrijden tot Watford Junction. 
Het station zelf werd geopend op 3 juli 1933 als eilandperron tussen de sporen van de Watford DC Line. met toegang vanaf beide zijden van de spoorlijn via een loopbrug.  Het station is ontworpen door  architect William Henry Hamlyn en werd gebouwd in een modernere "beton en glas" stijl in plaats van de baksteen en houtwerk van de LNWR van voor de Eerste Wereldoorlog. De loopbrug is  later verwijderd en vervangen door een voetgangerstunnel die met een trap verbonden is met het perron.  
In het kader van de privatisering van de Britse spoorwegen kwamen de lijn en het station in 1997 in handen van Silverlink. In 2007 werd Silverlink gesplitst en kwamen de voorstadsdiensten terug bij de overheid. Transport for Londen bracht de voorstadsdiensten onder in een net met de naam Overground .

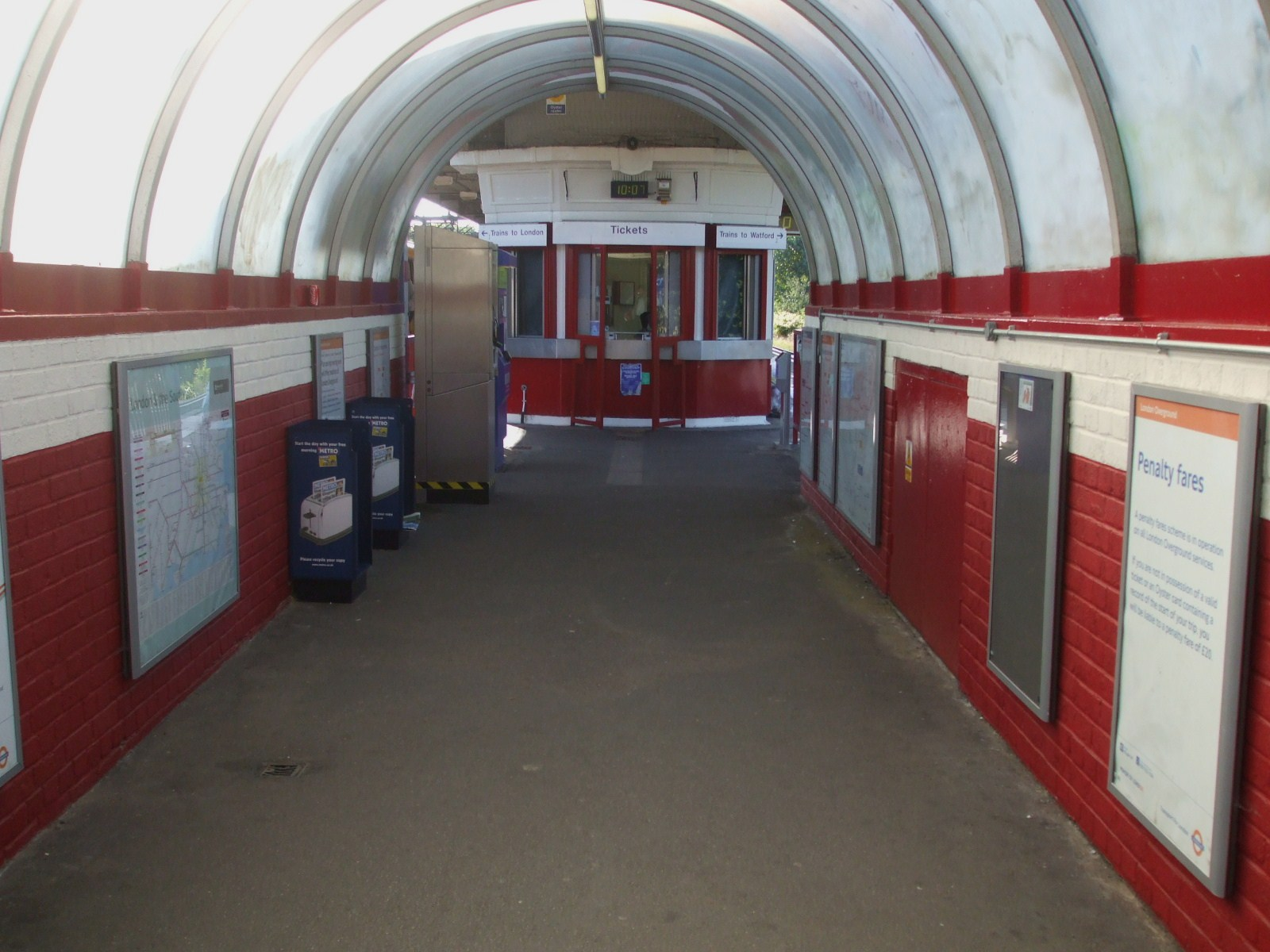
De kaartverkoop bij de gang tussen trap en perron.
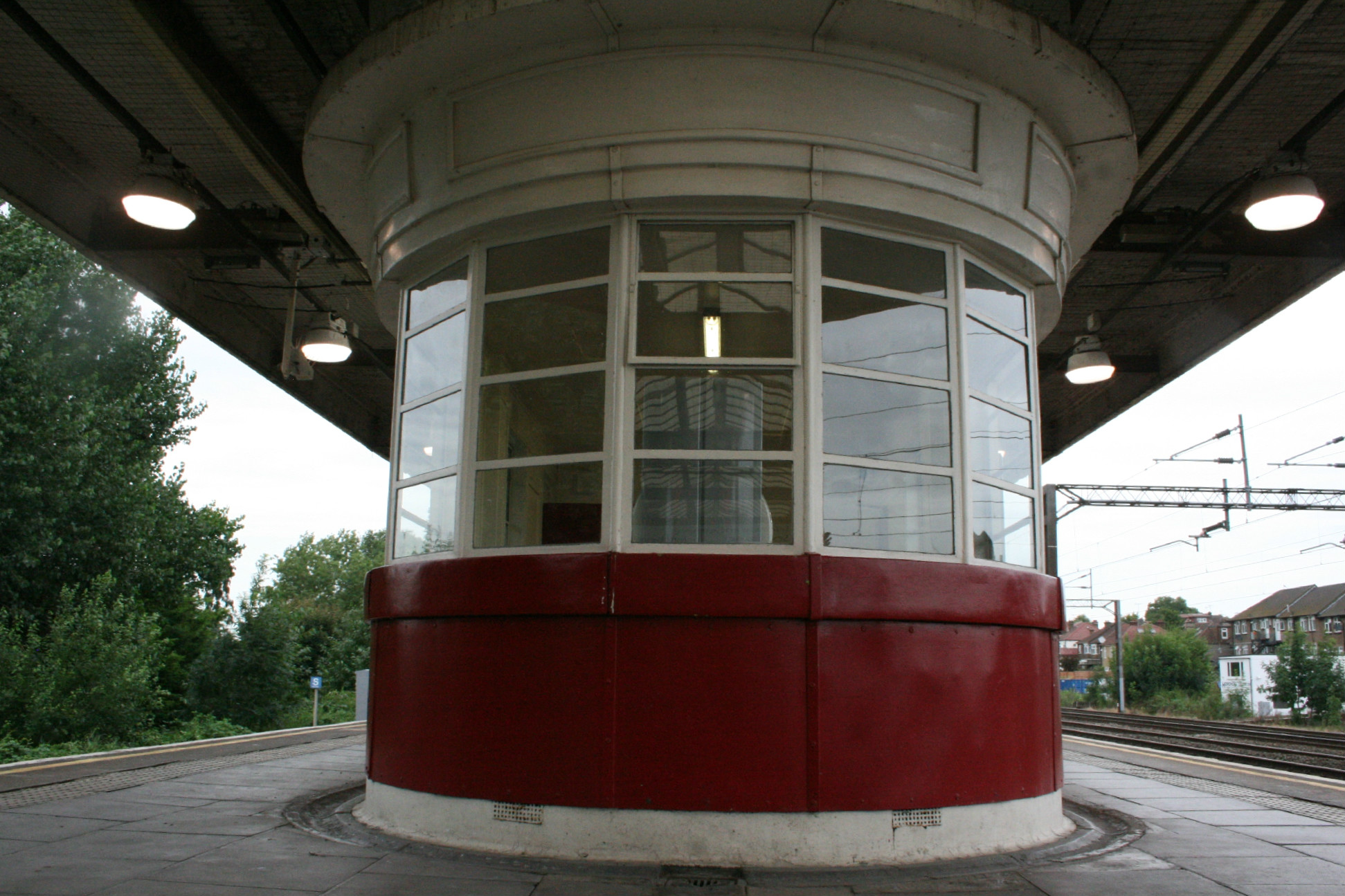
De wachtkamer onder de zuidkant van de perronkap.
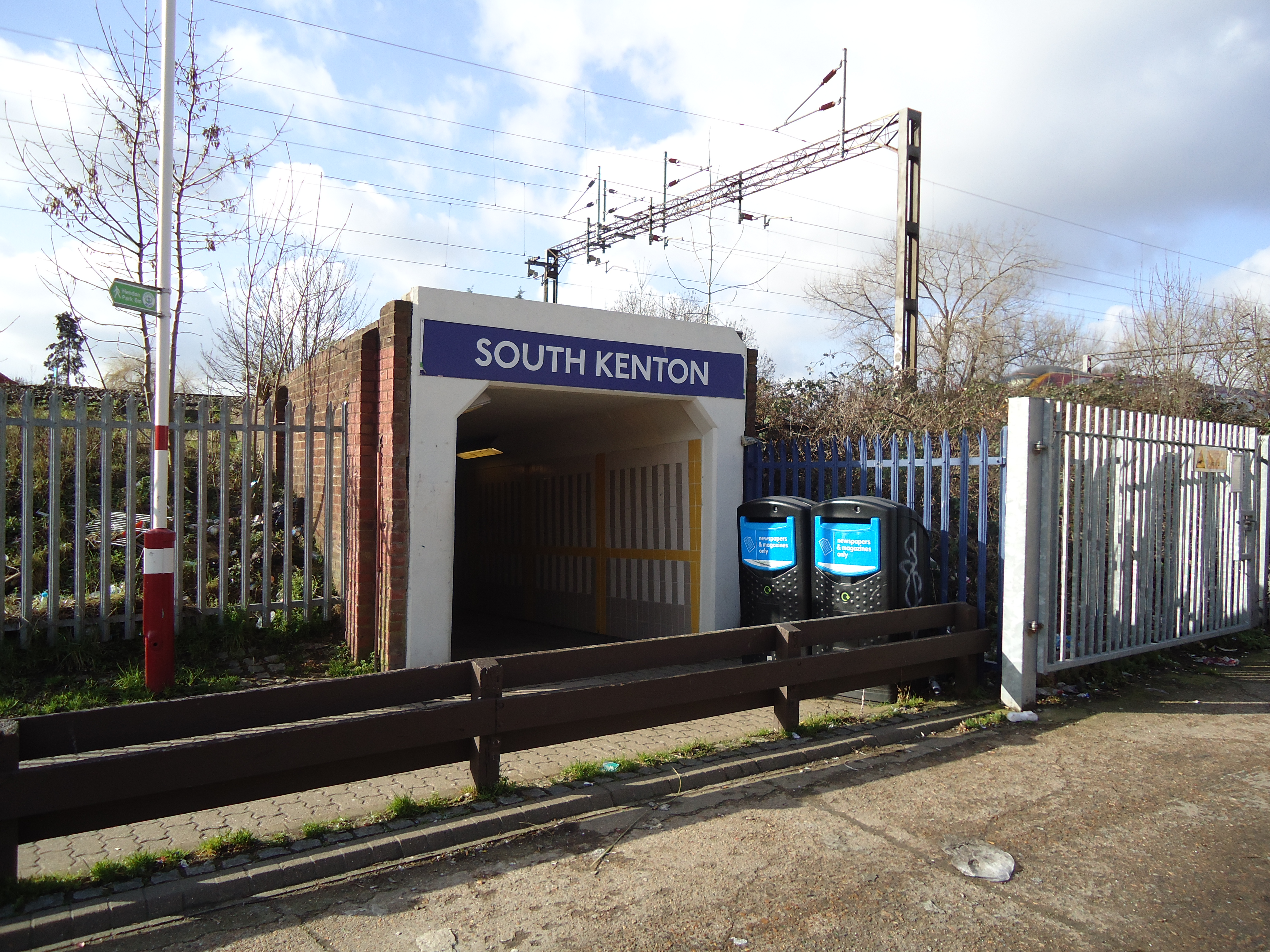
De oostelijke ingang.

## Ligging en inrichting
Het station ligt tussen The Link in het Sudbury Court Estate van North Wembley aan de westkant en Windermere Grove in Kenton aan de oostkant. De voetgangerstunnel door de spoordijk verbindt beide wijken en kan door iedereen gebruikt worden. De trap naar het station is toegankelijk vanuit de tunnel en boven aan de trap komen de reizigers in een overdekte gang naar de kaartverkoop. In verband met de beperkte ruimte is het een van de weinige Londense metrostations zonder OV-poortjes en er zijn geen plannen om dit op korte termijn te veranderen. Het loket bevindt zich op perronniveau en beslaat de noordkant van het gestroomlijnde gebouw uit 1933. Door de gemengde bediening door metro en trein ligt het perron hoger dan de vloer van het metromaterieel zodat reizigers van de Bakerloo line het hoogteverschil moeten overbruggen. Het zuidelijke deel van het perrongebouw bestaat uit een wachtkamer in Streamline stijl zoals die ten tijde van de bouw breed werd toegepast bij bouwprojecten van de Londense metro.  

## Reizigersdienst
De dienstregeling omvat:
- 6 ritten per uur op de Bakerloo-lijn in zuidelijke richting naar Het centrum van Londen en Elephant & Castle en in noordelijke richting naar Harrow & Wealdstone.
- 4 ritten per uur op de London Overground-dienst naar London Euston in zuidelijke richting en naar Watford Junction in noordelijke richting.

Harrow & Wealdstone ·
Kenton ·
South Kenton ·
North Wembley ·
Wembley Central ·
Stonebridge park ·
Harlesden ·
Willesden Junction ·
Kensal Green ·
Queen's Park ·
Kilburn Park ·
Maida Vale ·
Warwick Avenue ·
Paddington ·
Edgware Road ·
Marylebone ·
Baker Street ·
Regent's Park ·
Oxford Circus ·
Piccadilly Circus ·
Charing Cross ·
Embankment ·
Waterloo ·
Lambeth North ·
Elephant & Castle
Station London Euston · South Hampstead · Kilburn High Road · Queen's Park · Kensal Green · Willesden Junction · Harlesden · Stonebridge Park · Wembley Central · North Wembley · South Kenton · Kenton · Harrow & Wealdstone · Headstone Lane · Hatch End · Carpenders Park · Bushey · Watford High Street · Watford Junction